# Strofa hejnałowa
Strofa hejnałowa – strofa trójwersowa, pisana zazwyczaj przy użyciu krótkich formatów wierszowych, siedmiozgłoskowca lub ośmiozgłoskowca, spiętych tym samym rymem (aaa).

Hejnał świta, Febus wstaje,

Wcześnie promień swój wydaje

Na przestronne świata kraje.
Który, kiedy raniej wschodzi,

Niepogodę pewną rodzi,

Cóż, gdy na tryb ćmą zachodzi.